# Nagygéres

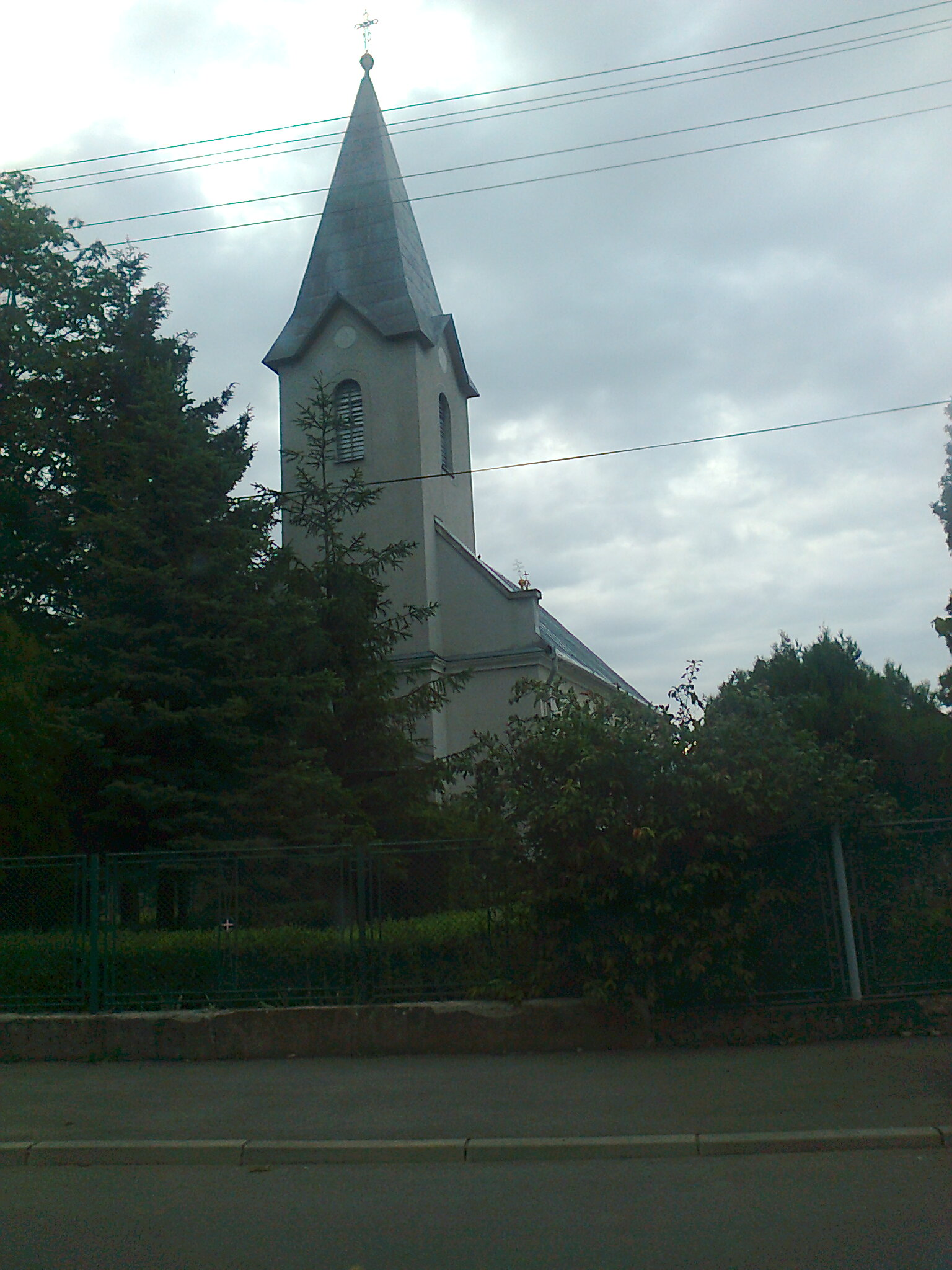
Római katolikus templom

Nagygéres (szlovákul: Veľký Horeš) község Szlovákiában, a Kassai kerület Tőketerebesi járásában.

## Fekvése
Királyhelmectől 5 kilométerre délnyugatra fekszik, közvetlenül Szlovákia déli határa mellett; a határ túloldalán a legközelebbi magyarországi település Nagyrozvágy, melytől alig 5 kilométer választja el.

## Neve
Neve magyar eredetű, gyéres erdőt, azaz ritkás fás területet jelent. Vannak szlovák források, amelyek a cseh Hořešín szóban is keresik az eredetét, szakmailag azonban nem sikerült még áthidalniuk azt a nehézséget, melyet az a tény jelent, hogy a Horeš nevet a falu csak az 1948-as névszlovákosítási hullámban kapta.

## Története
A régészeti leletek tanúsága szerint már az újkőkorban lakott hely volt. A vonaldíszes kultúra emberének települése állt itt. A bronzkorban a hallstatti kultúra népe élt ezen a vidéken.
1214-ben „Gures” néven a leleszi prépostság birtokainak leírásában említik először. Nagygéresként 1438-ban, „Naghgerez” alakban szerepel Péter és Jakab magiszterek birtokaként. A későbbiek során számos birtokosa volt, többek közt a Dobó, Barkóczy, Perényi családok. 1557-ben a település 7 és fél porta után adózott. A református templom elődje már a 14. században megvolt. A 17. században masszív falai közé menekült a falu lakossága a rabló császári zsoldosok elől. 1715-ben 5 lakott ház mellett 26 lakatlan háza állt. 1787-ben 81 házában 517 lakos élt. A 18. századtól a Sennyey család birtoka, majd a 20. században a kassai püspökség faluja.
A 18. század végén Vályi András így ír róla: „Nagy Géres. Magyar falu Zemplén Vármegyében, földes Urai külömbféle Urak, lakosai többnyire reformátusok, fekszik az előbbeninek szomszédságában, határja barom tartásra alkalmatos, mindent meg terem, szénája elég, gyíkinnye, nádgya tsíkászó tava is vagyon, erdeje tsekély.”
1828-ban 109 házában 799 lakos élt. Lakói mezőgazdasággal, szőlőtermesztéssel foglalkoztak.
Fényes Elek 1851-ben kiadott geográfiai szótárában így ír a faluról: „Nagy-Géres, magyar falu, Zemplén vmegyében, 105 kath., 754 ref., 37 zsidó lakossal, ref. anyaszentegyházzal, 728 hold szántófölddel. F. u. többen. Ut. p. Ujhely.”
Borovszky Samu monográfiasorozatának Zemplén vármegyét tárgyaló része szerint: „Nagygéres, magyar kisközség, körjegyzőségi székhely, 147 házzal és 944 lakossal, kiknek nagyobb része evangelikus református. Ezeknek templomuk is van a faluban, mely 1765-ben épült. A községnek saját postája és vasúti állomása van, de legközelebb eső távírója Perbenyik. Már 1258-ban szerepel Gerus alakban, a mikor IV. Béla király Péter fiainak adományozza. 1310-ben István bán fiai, Vid István és Miklós elcserélik az Imreghiekkel, de 1436-ban Zsigmond király Péter és Jakab mestereknek adományozza. 1446-ban a Csebiek zálogbirtoka. 1478-ban Czékey Jánost iktatják némely részeibe, 1510-ben Eödönffy Pétert, Dobó Zsófiát és Gerendi Lászlót, 1561-ben pedig Soós Jánost. Az 1598-iki összeírásba 9 birtokosa van felvéve, ú. m. Czobor Mihály, Barkóczy László, Agárdy János, Horváth László, Pethő István, Vinnay Kristóf, Gálffy György özvegye és Soós Kristóf és András. 1629-ben Sennyey Sándort, 1642-ben Jászay Imrét, 1655-ben Perényi Zsigmondot és Kállay Klárát, 1657-ben Csernyey Pált, 1660-ban Hajdu Istvánt, 1647-ben Magyar Mihályt, Lomby Györgyöt, Laszkay Miklóst, Juhász Benedeket és Kiss Ferenczet, 1684-ben pedig Jászay Miklóst és Pogány Hedviget iktatják némely részei birtokába. Ez időtájt még birtokosai voltak: Nagyszegi Gábor, Nagy István, Kiss Péter és Ferencz, Fábián János, Sajtos Demeter, Győry István, Pap Mátyás és Alvinczy János, mindannyian a Domby György rokonai és osztályos atyafiai. Az újabb korban a Sennyey, Szirmay, Szerdahelyi, Szent-Mihály, Zmeskál, Szataky, Buday, Malonyay, Tiszta, Nemessányi, Széles, Mészáros, Löcherer, Bárczy, Berczik és Szemere családok voltak földesurai. Most a kassai r. kath. püspökség tulajdona. Innen vette nevét a Géressy család, mely szintén birtokosai közé tartozott. Az itten református templom 1765-ben épült. Ide tartoznak a Pilisi és Szemere-tanyák. A határában fekvő Tatártemetés nevű homokdombjáról azt állítják, hogy alatta a tatárjáráskor itt pusztult tatárok hamvai nyugosznak.”
1920-ig Zemplén vármegye Bodrogközi járásához tartozott.

## Népessége
| Év:            | 1994. | 2004.   | 2014.   | 2024.   |
| -------------- | ----- | ------- | ------- | ------- |
| Emberek száma: | 927   | 960     | 1053    | 1014    |
| Eltérés:       |       | +3,55 % | +9,68 % | -3,70 % |

| Év:            | 2023. | 2024.   |
| -------------- | ----- | ------- |
| Emberek száma: | 1004  | 1014    |
| Eltérés:       |       | +0,99 % |

1910-ben 1011-en, túlnyomórészt magyarok lakták.
2001-ben 1005 lakosából 845 magyar és 146 szlovák.
2011-ben 1048 lakosából 789 magyar és 202 szlovák.

## Nevezetességei
- A mai református templom 1765-ben épült.
- Szent Péter és Pál apostolok tiszteletére szentelt, római katolikus temploma 1936-ban épült.
- A községben számos nyomát leljük annak, hogy eredetileg nemesi falu volt: kapufélfák, nemesi kúriák stb.